# عمر عاشق
عمر عاشق (بالتركية: Ömer Aşık)‏ مواليد 4 يوليو 1986 في بورصة، هو لاعب كرة سلة تركي. بدأ مسيرته الاحترافية في سنة 2005. تم اختياره من قبل فريق بورتلاند ترايل بلايزرز خلال الدرافت. يلعب مع فريق نيو أورلينز بيليكانز في الرابطة الوطنية لكرة السلة كلاعب وسط. يحمل الرقم 3. يبلغ طوله 7 قدم 0 بوصة (2.1 م). حقق المركز الثاني في بطولة كأس العالم لكرة السلة 2010.

## المسيرة الاحترافية
لعب مع فنربخشة لكرة السلة في الدوري التركي في موسم 2005–2006، ثم لعب مع نادي فنربخشة من سنة 2007 إلى 2010، ثم لعب مع شيكاغو بولز من سنة 2010 إلى 2012، ثم لعب مع هيوستن روكتس من سنة 2012 إلى 2014، ثم لعب مع نيو أورلينز بيليكانز في سنة 2014.

## الميداليات
| الميدالية | المسابقة                         |
| --------- | -------------------------------- |
| فضية      | بطولة كأس العالم لكرة السلة 2010 |

## إحصائيات المسيرة
|  | تصدر الدوري |

### الرابطة الوطنية لكرة السلة

#### الموسم الاعتيادي
| السنة   | الفريق               | لعب | بدأ | دقيقة | ميداني% | ثلاثية | حرة  | ارتداد | صنع | استلاب | تصدي | نقطة |
| ------- | -------------------- | --- | --- | ----- | ------- | ------ | ---- | ------ | --- | ------ | ---- | ---- |
| 2010–11 | شيكاغو بولز          | 82  | 0   | 12.1  | .553    | .000   | .500 | 3.7    | .4  | .2     | .7   | 2.8  |
| 2011–12 | شيكاغو بولز          | 66  | 2   | 14.7  | .506    | .000   | .456 | 5.3    | .5  | .5     | 1.0  | 3.1  |
| 2012–13 | هيوستن روكتس         | 82  | 82  | 30.0  | .541    | .000   | .562 | 11.7   | .9  | .6     | 1.1  | 10.1 |
| 2013–14 | هيوستن روكتس         | 48  | 19  | 20.2  | .532    | .000   | .619 | 7.9    | .5  | .3     | .8   | 5.8  |
| 2014–15 | نيو أورلينز بيليكانز | 76  | 76  | 26.1  | .517    | .000   | .582 | 9.8    | .9  | .4     | .7   | 7.3  |
| 2015–16 | نيو أورلينز بيليكانز | 68  | 64  | 17.3  | .533    | .000   | .545 | 6.1    | .4  | .3     | .3   | 4.0  |
| المسيرة | المسيرة              | 422 | 243 | 20.3  | .531    | .000   | .552 | 7.5    | .6  | .4     | .8   | 5.6  |

#### الأدوار الإقصائية
| السنة   | الفريق               | لعب | بدأ | دقيقة | ميداني% | ثلاثية | حرة   | ارتداد | صنع | استلاب | تصدي | نقطة |
| ------- | -------------------- | --- | --- | ----- | ------- | ------ | ----- | ------ | --- | ------ | ---- | ---- |
| 2011    | شيكاغو بولز          | 15  | 0   | 9.9   | .462    | .000   | .300  | 2.1    | .1  | .1     | .5   | 1.0  |
| 2012    | شيكاغو بولز          | 6   | 3   | 21.3  | .500    | .000   | .353  | 4.7    | 1.2 | .2     | 1.7  | 3.3  |
| 2013    | هيوستن روكتس         | 6   | 6   | 34.7  | .564    | .000   | .638  | 11.2   | .5  | .5     | 1.7  | 12.3 |
| 2014    | هيوستن روكتس         | 6   | 4   | 27.2  | .485    | .000   | 1.000 | 8.2    | .7  | .5     | .7   | 5.8  |
| 2015    | نيو أورلينز بيليكانز | 4   | 4   | 19.8  | .200    | .000   | .571  | 7.3    | 1.5 | 1.3    | .0   | 2.0  |
| المسيرة | المسيرة              | 37  | 17  | 19.6  | .486    | .000   | .548  | 5.5    | .6  | .4     | .9   | 4.1  |

### الدوري الأوروبي
| السنة   | الفريق             | لعب | بدأ | دقيقة | ميداني% | ثلاثية | حرة  | ارتداد | صنع | استلاب | تصدي | نقطة | أداء |
| ------- | ------------------ | --- | --- | ----- | ------- | ------ | ---- | ------ | --- | ------ | ---- | ---- | ---- |
| 2007–08 | فنربخشة لكرة السلة | 15  | 0   | 18.6  | .595    | .000   | .527 | 5.5    | .4  | .7     | 2.1  | 7.8  | 11.9 |
| 2009–10 | فنربخشة لكرة السلة | 7   | 4   | 22.2  | .658    | .000   | .364 | 6.0    | .7  | .0     | 1.4  | 8.9  | 10.6 |
| المسيرة | المسيرة            | 22  | 4   | 19.8  | .616    | .000   | .466 | 5.6    | .5  | .5     | 1.9  | 8.1  | 11.5 |

## روابط خارجية
- عمر عاشق على موقع الاتحاد الدولي لكرة السلة (الإنجليزية)
- عمر عاشق على موقع الدوري الأوروبي لكرة السلة (الإنجليزية)
- عمر عاشق على موقع إن بي أي (الإنجليزية)
- عمر عاشق على موقع سبورتس رفرنس (الإنجليزية)
- عمر عاشق على موقع كرة السلة الأوروبية.كوم (الإنجليزية)
- عمر عاشق على موقع إي إس بي إن.كوم (الإنجليزية)
- عمر عاشق على موقع ريلجم (الإنجليزية)
- عمر عاشق على موقع بروبوليرز (الإنجليزية)
- عمر عاشق على موقع سبورتس رفرنس (الإنجليزية)